# Vitis International Variety Catalogue
Vitis International Variety Catalogue (VIVC) — веб-сайт с крупнейшей в мире базой данных о видах, разновидностях и сортах рода виноград (Vitis).
По состоянию на апрель 2022 года, в базе собрана информация о более чем 24 тысячах сортов. VIVC администрируется и поддерживается Институтом селекции винограда Гайльвайлерхоф в Зибелдингене, одном из филиалов Института Юлиуса Кюна.
Кроме основной информации о сортах винограда, база содержит сведения о синонимах сортов, генетической информации (микросателлиты, используемые для ДНК-профилирования), родительских сортах, существующих ампелографических коллекциях 130 различных научных учреждений из 45 стран мира, о более 500 тематических научных публикациях, и содержит фотографии лоз и плодов винограда.
База данных была создана в 1983 году, а в 1996 году стала доступна в интернете. Её создание было поддержано Международной организацией виноградарства и виноделия и International Board for Plant Genetic Resources, нынешняя Bioversity International.